# 13,2 mm Hotchkiss M1929
13,2-mm Hotchkiss M1929 е голямокалибрена тежка картечница с калибър 13,2 mm, разработена и произвеждана във Франция от фирмата „Хочкис“ (на френски: Hotchkiss et Cie) в периода между Първата и Втората световни войни. Използва се като зенитна картечница от сухопътните войски, ВВС и ВМС на Франция в годините на Втората световна война. Също се произвежда по лиценз в Япония с марката тип 93 и в Италия като Breda Mod.31.

## Конструкция
Компанията „Хочкис“ разрабва голямокалибрената картечница от края на 1920-те години като противотанкова и зенитна. Картечницата има газоотводна автоматика с дълъг ход на газовото бутало, намиращо се под ствола. Самият той има въздушно охлаждане, снабден е с ребра и може да се смени с помощта на специален инструмент. Подаването на боеприпасите е с пълнители с малка вместимост, което снижава практическата скорострелност до 200 изстрела в минута. Картечницата се произвежда в различни варианти на комплектация, включваща както и най-обикновената установка на тринога, така и сдвоени и четирицевни установки.
Патронът 13,2×99 mm е разработен от компанията „Хочкис“ специално за картечницата. При начална скорост от 800 m/s куршума с маса 52 g има дулна енергия от 16 640 J. Поради това че патронът е много подобен на патрона 12,7×99 mm, през 1935 г. е разработен патрон 13,2×96 mm, който съхранява всички характеристики на предшественика.

## Употреба

### В сухопътните войски
Армията на Франция първоначално се отказва от използването на mle 1929 в пехотата като зенитна, на основание че нейните тежки куршуми при падането им могат да нанесат вреда на собствените сили, и използва идентичната mle 1930 в кавалерията (на лекия танк AMR 35 и БА Laffly 80 AM), а също и за комплектоването на отбранителните съоръжения на линията „Мажино“ в долните Вогези и по бреговете на Рейн в комплект с т.нар. смесено оръжие (JM, Jumelage de mitrailleuses Reibel) (аналогично на установката с противотанковото 37-mm AC modèle 1934 и 1937).
В армията на Белгия с тях са въоръжени леките танкове T-15 и T13 (сдвоено с 47-mm FRC 1932).
Армията на Япония известно време използва картечницата като основно оръжие на кавалерийския танк Тип 92, до 1937 г., когато вместо нея е поставено 20-mm автоматично оръдие „Тип 98“.
Полша, в периода 1933 – 1934 г., купува 28 картечници. Десет от тях, поставени на триноги типове „B“ (8 бр.) и „R1“, са въоръжение на рота ПВО от 1-ви зенитен арт-полк, базиран във Варшава. През 1938 г. ротата е разформирована, а „хочкисите“ са предадени на флота.

16 картечници са предназначени за поставяне в десните кули на танковете Vickers Mk E (иззети след превъоръжаването при танковете през април 1934 г.). През август 1939 г. са налични 29 броя.
Гръцката армия до началото на войната успява да закупи само 32 екземпляра от картечницата, на универсални лафети.

### Като зенитна установка
ВВС на Франция използва поставена на тринога сдвоена установка (Mitrailleuse de 13,2 mm CA mle 1930) за противовъздушна отбрана на летищата и други важни обекти.
В течение на 1930-те г. са изпитвани различни варианти на ЗСУ, в частност на шаси Citroën-Kégresse P19 (полугъсенично) и P4T, а също и на високопроходимия колесен 6×6 Berliet, но нито един от тези варианти не получава широко разпространение.
Силите на „Сражаваща се Франция“, през 1942 г., използват в Северна Африка самоделни установки, със свалени от кораби картечници.

### Във флота
Френският флот използва сдвоени и четирицевни картечни установки на турела R4SM (учетворената е конструкция на Ив Ле Прийор) практически на всички военни кораби, построени през 1930-те години, а също и в частите на бреговата отбрана.

(На корабите, които преминават модернизация през 1943 г. в САЩ, например на линкора „Ришельо“ или на лидера „Ле Терибл“, вместо 13,2-mm картечници са поставени по-ефективните 20-mm автоматични оръдия „Ерликон“).
Аналогични сдвоени и учетворени установки има и на корабите на японския Императорски флот.
Испанските ВМС купуват партида от оръжието през декември 1935 г. То се използва по време на последвалата скоро Гражданска война, бидейки поставено на няколко крайцера и разрушителя от републиканския флот.
Севилския завод за боеприпаси „Pirotecnia Militar“ продължава производството на патрони за тях и след 1939 г.
През 1929 г. италианската компания „Breda“ придобива лиценз и от 1931 г. започва производството на картечницата под името Breda Mod.31.
Освен на корабите на италианските кралски ВМС, тя се поставя и на принадлежащите на флота броневлакове, с тях са въоръжени и командирските танкове и доставените по бразилска поръчка танкетки CV33. След Втората световна война той се използва на патрулните катери на Финансовата гвардия.
Сдвоена установка на 13,2-mm „хочкис“, от числото на получените от армията, има на полския минен заградител „Gryf“.

## Оператори
- Белгия
- Гърция
- Испания
- Италия (произвежда се по лиценз като Breda Mod. 31 под патрон 13,2 x 99 mm)[8]
- Мексико[8]
- Полша[8]
- Румъния[8]
- Франция
- Чили[8]
- Япония („тип 93“ под патрон 13,2 x 99 mm)[8]